# Ruellia macrophylla
Ruellia macrophylla är en akantusväxtart som beskrevs av Vahl. Ruellia macrophylla ingår i släktet Ruellia och familjen akantusväxter. Utöver nominatformen finns också underarten R. m. lutea.